# Robert Greifeld

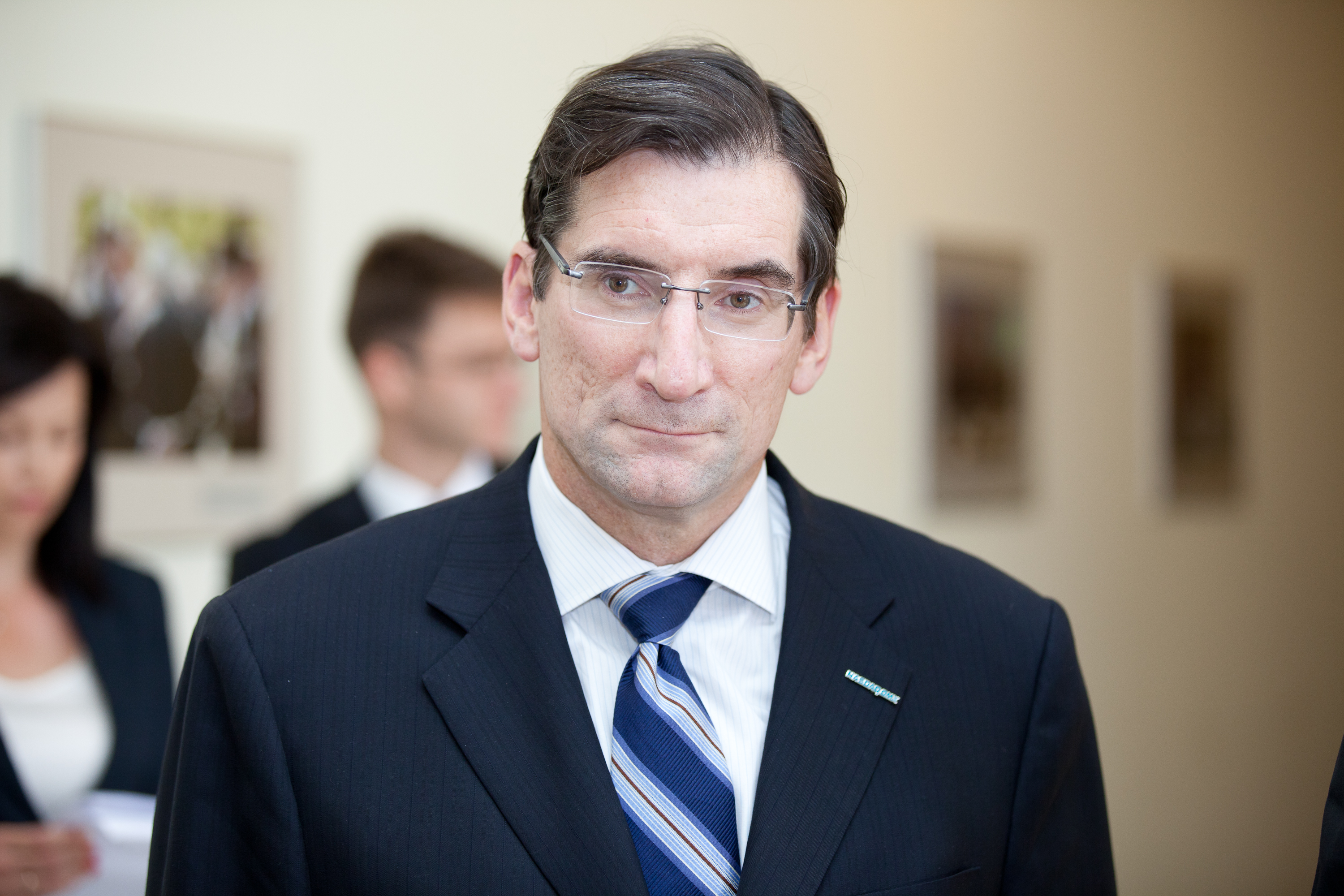
Robert Greifeld

Robert Greifeld, född 1957, var VD för Nasdaq OMX Group, Inc., den största elektroniska aktiemarknaden i USA mellan 2003 och 2016. Greifeld har under sin tid vid VD-posten fokuserat på göra Nasdaq-OMX till den främsta amerikanska aktiemarknaden, samt utnyttja Nasdaq OMX:s grundläggande marknadsstrukturella fördel.
Greifeld föddes i Queens, New York, av en italiensk-amerikansk mor och en irländsk-tysk far.